# Moderní pětiboj na Letních olympijských hrách 2008
Moderní pětiboj na Letních olympijských hrách 2008 v Pekingu se odehrával v dnech 21. srpna (muži) a 22. srpna (ženy) 2008. Mužské části moderního pětiboje se zúčastnilo 36 závodníků, ženského taktéž.

## Medailisté
| Kategorie | Zlato                 | Stříbro                  | Bronz                         |
| --------- | --------------------- | ------------------------ | ----------------------------- |
| Muži      | Andrej Mojsejev (RUS) | Edvinas Krungolcas (LTU) | Andrejus Zadneprovskis (LTU)  |
| Ženy      | Lena Schöneborn (GER) | Heather Fell (GBR)       | Anastasija Samusevičová (BLR) |

## Poznámka
1. ↑  Viktorija Tereščuková z Ukrajiny, která původně získala bronzovou medaili, byla kvůli dopingu diskvalifikována.